# Artemis 2
Artemis 2 (originalmente conhecida como Missão de Exploração-2) será o primeiro voo espacial tripulado do Programa Artemis, planejado para ser lançado em abril de 2026.
Originalmente, a missão tripulada tinha a intenção de coletar amostras de um asteroide capturado em órbita lunar pela agora cancelada missão robótica de redirecionamento de asteroides (Asteroid Redirect Mission). O plano atual é que uma espaçonave tripulada Orion realize um teste de sobrevoo lunar e retorne à Terra. Esta será a primeira espaçonave tripulada a deixar a órbita baixa da Terra desde a Apollo 17 em 1972.
Assim como aconteceu com a Artemis 1, lançada em novembro de 2022, a data de lançamento da Artemis 2 sofreu atrasos. Atualmente, a missão está planejada para acontecer em abril de 2026.

## Tripulação
A NASA anunciou a tripulação no dia 3 de abril de 2023. Começando em junho de 2023, a tripulação iniciará um regime de treinamento intensivo com a duração de 18 meses.
| Posição                | Tripulante     |
| ---------------------- | -------------- |
| Comandante             | Reid Wiseman   |
| Piloto                 | Victor Glover  |
| Especialista de missão | Christina Koch |
| Especialista de missão | Jeremy Hansen  |

## Objetivos da missão

### Anteriormente
Até 2017, a Artemis 2 (então conhecida como EM-2) era uma missão de lançamento único projetada do Bloco 1B do Sistema de Lançamento Espacial (SLS) com um Estágio Superior de Exploração (en), Veículo de Tripulação Multiuso Orion Block 1 (Orion Multi-Purpose Crew Vehicle; MPCV) e uma inserção de carga útil de 50,7 toneladas. O plano era encontrar um asteroide anteriormente colocado em órbita lunar pela missão robótica de redirecionamento de asteroides (Asteroid Redirect Mission) e fazer com que os astronautas realizassem caminhadas espaciais e coletassem amostras. Após o cancelamento da Asteroid Redirect Mission, foi proposto em 2017 um voo em uma missão de oito dias com uma tripulação de quatro astronautas, enviados em uma trajetória de retorno livre ao redor da Lua. Outra proposta sugerida em 2017 foi de levar quatro astronautas a bordo da Orion em uma viagem de 8 a 21 dias ao redor da Lua para entregar o primeiro elemento do Lunar Orbital Platform-Gateway (LOP-G).

### Atualmente
Em março de 2018 foi decidido lançar o primeiro módulo Lunar Gateway em um veículo de lançamento comercial devido aos atrasos na construção da Plataforma de Lançamento Móvel (Mobile Launcher Platform) necessária para manter o mais poderoso Exploration Upper Stage. Desde 2018, o plano da missão Artemis 2 é enviar quatro astronautas na primeira cápsula Orion tripulada para um sobrevoo lunar por um máximo de 10 dias. O perfil da missão é uma injeção multi-translunar (MTLI), ou múltiplas "manobras de partida" (em inglês: departure burns), incluindo uma trajetória de retorno livre da Lua. Basicamente, a espaçonave orbitará a Terra por 24 horas, enquanto liga periodicamente seus motores para acumular velocidade suficiente para impulsioná-la em direção à Lua, sem orbitá-la, antes de voltar para a Terra.

### Trajetória

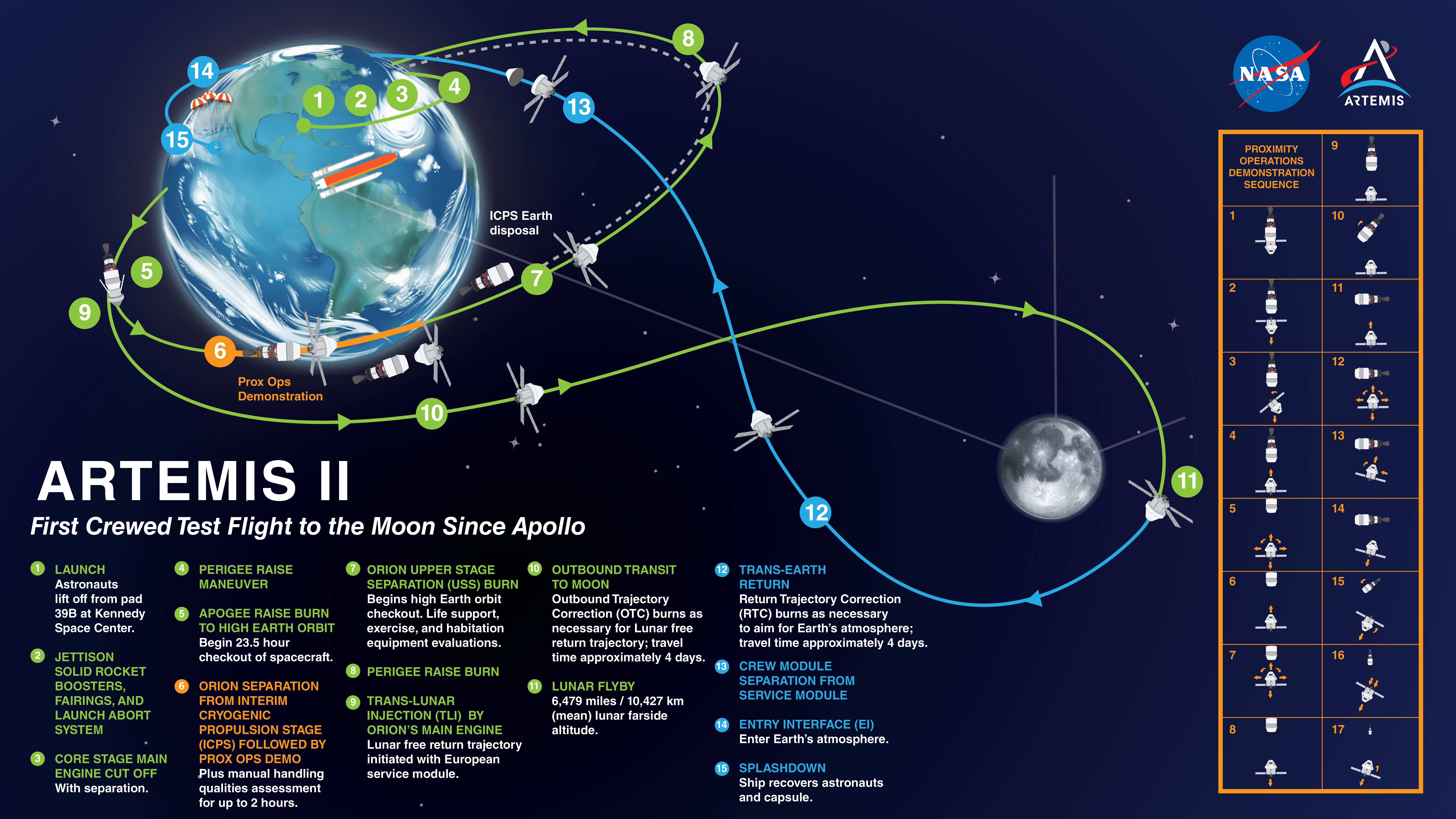
A missão Artemis 2 enviará 4 astronautas por 10 dias e terá uma velocidade de reentrada de (32 mach)

## Cargas secundárias
A Iniciativa de Lançamento CubeSat da NASA (em inglês: CubeSat Launch Initiative; CSLI) está buscando propostas de instituições e empresas dos EUA para realizar suas missões CubeSat como cargas secundárias a bordo do SLS na missão Artemis 2. As seleções foram feitas até meados de fevereiro de 2020.

## Missões similares
Em 1968, a missão Apollo 8, tripulada por 3 astronautas, foi projetada para testar um módulo de comando/serviço além da órbita terrestre baixa. A Apollo 13 foi a única missão da Apollo que passou pela Lua por uma trajetória de retorno livre, a mesma que a Artemis 2 usará.
Em 2005, a empresa Space Adventures anunciou planos para levar dois turistas a 100 quilômetros da superfície lunar usando uma nave Soyuz pilotada por um cosmonauta profissional. A missão, denominada DSE-Alpha, está calculada em 150 milhões de dólares por assento e deve durar de 8 a 9 dias quando programada. O CEO da empresa, Eric Anderson, declarou em 2011 que um assento havia sido vendido, no entanto, a data de lançamento está sendo adiada continuamente, pois o segundo assento permanece não vendido desde 2017.
Uma missão de turismo lunar da SpaceX foi inicialmente proposta para o final de 2018 e teria sido semelhante à Artemis 2 em tamanho de tripulação, com dois turistas espaciais pagando por um loop de retorno livre ao redor da Lua e de volta à Terra, usando a cápsula Crew Dragon e lançada em um Falcon Heavy. Após o primeiro voo da Falcon Heavy em 2018, a SpaceX anunciou que o Falcon Heavy não seria mais usado para voos tripulados para concentrar seu desenvolvimento futuro na Starship e indicou que a missão lunar seria provavelmente realizada com a Starship. Em 14 de setembro de 2018, a SpaceX anunciou oficialmente que havia assinado com um dos passageiros pagantes, Yusaku Maezawa, para a missão do Projeto dearMoon usando a Starship, e que ele convidaria de 6 a 8 artistas para se juntar a ele.